# Chukwueweka Maduabuchukwu
Chukwueweka Maduabuchukwu, auch unter dem Namen Sammuel bekannt, ist ein nigerianischer Fußballspieler.

## Karriere
Chukwueweka Maduabuchukwu stand bis April 2018 beim Erstligaaufsteiger Sagaing United in Myanmar unter Vertrag. Für Sagaing stand er elfmal in der ersten Liga, der Myanmar National League, auf dem Spielfeld. Die Saison 2019 stand er beim Erstligisten Rakhine United in Sittwe unter Vertrag. Für Rakhine absolvierte er 21 Spiele und schoss dabei neun Tore. 2020 wechselte er zum Erstligaaufsteiger Chin United. Hier stand er bis Jahresende unter Vertrag.